# Filmographie de Jean Marais
Cette liste présente les films de Jean Marais.

## Cinéma

### 1933 - 1938
- 1933 : Dans les rues de Victor Trivas - Figurant
- 1933 : L'Épervier de Marcel L'Herbier - Figurant
- 1933 : Étienne de Jean Tarride - Figurant
- 1934 : L'Aventurier de Marcel L'Herbier – Un jeune ouvrier
- 1934 : Le Scandale de Marcel L'Herbier – Le liftier
- 1934 : Le Bonheur de Marcel L'Herbier – Un journaliste
- 1936 : Les Hommes nouveaux de Marcel L'Herbier – Le secrétaire
- 1937 : Nuits de feu de Marcel L'Herbier - Figurant
- 1937 : Abus de confiance d'Henri Decoin - Figuration contestée[1]
- 1938 : Remontons les Champs-Élysées film de Sacha Guitry – L'abbé-précepteur

### 1941 - 1949
- 1941 : Le pavillon brûle de Jacques de Baroncelli – Daniel, ouvrier de la mine
- 1942 : Le Lit à colonnes de Roland Tual – Rémi Bonvent, compositeur
- 1942 : Carmen de Christian-Jaque – Don José, brigadier des dragons - film sorti en 1945
- 1943 : L'Éternel Retour de Jean Delannoy – Patrice, le bel amant de Nathalie
- 1943 : Voyage sans espoir de Christian-Jaque – Alain Ginestier, le jeune fortuné
- 1946 : La Belle et la Bête de Jean Cocteau – Avenant, la bête et le prince
- 1947 : Les Chouans d'Henri Calef – Le marquis de Montauran
- 1948 : Ruy Blas de Pierre Billon – Ruy Blas et Don César de Bazan
- 1948 : L'Aigle à deux têtes de Jean Cocteau – L'anarchiste Stanislas, amoureux de la Reine
- 1948 : Aux yeux du souvenir de Jean Delannoy – Jacques Forestier, pilote de ligne
- 1948 : Les Parents terribles de Jean Cocteau – Michel, amoureux de Madeleine
- 1949 : Le Secret de Mayerling de Jean Delannoy – L'archiduc Rodolphe

### 1950 - 1958
- 1950 : Orphée de Jean Cocteau – Orphée
- 1950 : Le Château de verre de René Clément – René Marsay, l'amant d'Evelyne
- 1951 : Les miracles n'ont lieu qu'une fois d'Yves Allégret – Jérôme, étudiant en médecine
- 1952 : Nez de cuir d'Yves Allégret – Roger de Tainchebraye
- 1952 : L'Amour, Madame de Gilles Grangier – Son propre rôle
- 1953 : L'Appel du destin de Georges Lacombe – Lorenzo Lombardi, père de Roberto
- 1953 : Les Amants de minuit de Roger Richebé – Marcel Dulac, faussaire
- 1953 : La Maison du silence (La voce del silenzio) de Georg Wilhelm Pabst - Andrea Sanna, l'homme politique, ancien maquisard
- 1953 : Dortoir des grandes d'Henri Decoin – L'inspecteur Désiré Marco
- 1953 : Julietta de Marc Allégret – André Landrecourt, avocat
- 1953 : Le Guérisseur d'Yves Ciampi – Pierre Lachaux-Laurent, ancien médecin
- 1954 : Boum sur Paris de Maurice de Canonge – Jean Marais est une vedette invitée
- 1954 : Si Versailles m'était conté... de Sacha Guitry – Louis XV
- 1954 : Le Comte de Monte Cristo première époque : La trahison et seconde époque : La vengeance, de Robert Vernay – Edmond Dantès
- 1955 : Napoléon de Sacha Guitry – Le comte de Montholon
- 1955 : Futures Vedettes de Marc Allégret – Eric Walter, ténor et professeur
- 1956 : Si Paris nous était conté de Sacha Guitry – François Ier
- 1956 : Goubbiah, mon amour de Robert Darène – Goubbiah, pêcheur d'éponges
- 1956 : Toute la ville accuse de Claude Boissol – François Nérac, écrivain
- 1956 : Elena et les Hommes de Jean Renoir – Le général François Rollan
- 1957 : Typhon sur Nagasaki d’Yves Ciampi – Pierre Marsac, ingénieur en mission
- 1957 : Nuits blanches (Le notti bianche) de Luchino Visconti – Le locataire
- 1957 : SOS Noronha de Georges Rouquier – Frédéric Coulibaud, chef de la station de radio
- 1957 : Amour de poche de Pierre Kast – Le professeur Jérôme Nordmann
- 1958 : La Tour, prends garde ! de Georges Lampin – Henri La Tour
- 1958 : Chaque jour a son secret de Claude Boissol – Xavier Lezcano, ethnologue
- 1958 : La Vie à deux de Clément Duhour – Teddy Brooks, l'illusionniste

### 1960 - 1970
- 1960 : Le Bossu d’André Hunebelle – Le chevalier Henri de Lagardère alias Le Bossu
- 1960 : Le Testament d'Orphée de Jean Cocteau – Œdipe
- 1960 : Austerlitz d’Abel Gance – Général Lazare Carnot
- 1960 : Le Capitan d’André Hunebelle – François de Capestan dit Le Capitan
- 1961 : La Princesse de Clèves de Jean Delannoy – Le Prince de Clèves
- 1961 : Le Capitaine Fracasse de Pierre Gaspard-Huit – Le baron de Sigognac dit Le capitaine Fracasse
- 1961 : Le Miracle des loups d’André Hunebelle – Robert de Neuville
- 1961 : Napoléon II l'Aiglon de Claude Boissol – Général Montholon
- 1961 : L'Enlèvement des Sabines (Il ratto delle Sabine) de Richard Pottier – Le dieu Mars
- 1962 : Ponce Pilate (Ponzio Pilato) de Gian Paolo Callegari et Irving Rapper – Ponce Pilate
- 1962 : Les Mystères de Paris d’André Hunebelle – Rodolphe de Sombreuil
- 1962 : Le Masque de fer d’Henri Decoin – D'Artagnan
- 1963 : L'Honorable Stanislas, agent secret de Jean-Charles Dudrumet – Stanislas, directeur d'une agence de publicité
- 1964 : Cherchez l'idole de Michel Boisrond – Lui-même, en spectateur à l'Olympia
- 1964 : Patate de Robert Thomas – Noël Carradine dit "Maxime", l'ami moqueur de Patate
- 1964 : Fantomas d’André Hunebelle – Fantomas et Fandor, le journaliste
- 1965 : Le Gentleman de Cocody de Christian-Jaque – Jean-Luc Hervé de La Pommeraye
- 1965 : Thomas l'imposteur de Georges Franju – Narrateur
- 1965 : Pleins feux sur Stanislas de Jean-Charles Dudrumet – Stanislas Dubois, agent secret
- 1965 : Train d'enfer de Gilles Grangier – Antoine Fabre, un as du S.R Français
- 1965 : Fantomas se déchaîne d’André Hunebelle – Fantomas, Fandor le journaliste et le professeur Lefèvre
- 1966 : Le Saint prend l'affût de Christian Jaque – Simon Templar, dit le Saint
- 1967 : Sept hommes et une garce de Bernard Borderie – Capitaine Dorgeval
- 1967 : Fantomas contre Scotland Yard d’André Hunebelle – Fantomas et Fandor, le journaliste
- 1969 : Le Paria de Claude Carliez – Manu, le paria
- 1970 : La Provocation d'André Charpak – Christian, professeur d'archéologie
- 1970 : Peau d’Âne de Jacques Demy – Le roi, père de Peau d'âne

### 1985 - 1996
- 1985 : Parking de Jacques Demy – Hadès, le maître des enfers
- 1986 : Lien de parenté de Willy Rameau – Victor Blaise, vieux paysan
- 1992 : Les Enfants du naufrageur de Jérôme Foulon – Marc-Antoine, le vieil ermite de l'île
- 1995 : Les Misérables de Claude Lelouch – Monseigneur Myriel
- 1996 : Beauté volée (Stealing Beauty) de Bernardo Bertolucci – Monsieur Guillaume

## Documentaires et courts métrages

### Anthumes
- 1949 : Ceux du Tchad ou Leclerc, court métrage de Georges Régnier, scénario de Marcel Achard – 11 min - Un jeune lieutenant
- 1949 : Vedettes en liberté, court métrage de Jacques Guillon – 20 min – Son propre rôle
- 1950 : Coriolan, moyen métrage inédit de Jean Cocteau avec Josette Day[2]
- 1951 : Le rendez-vous de Cannes, court métrage d'Eddie Pétrossian – Son propre rôle
- 1953 : Étoiles au soleil, court métrage de Jacques Guillon – Son propre rôle
- 1969 : Le Jouet criminel, court métrage d'Adolfo Arrieta - 37 min - Le vieil homme
- 1976 : Jean Marais, artisan du rêve, documentaire de Gérard Devillers - 11 min - Lui-même sur son travail de potier et peintre
- 1976 : Chantons sous l'Occupation, documentaire d’André Halimi – 90 min – Témoignage
- 1981 : Chirico par Cocteau, court métrage de Pascal Kané - 45 min – Une participation
- 1982 : Ombre et secret, court métrage de Philippe Delarbre -15 min – Le père avec Kristina Van Eyck
- 1989 : Damia : concert en velours noir, documentaire de Juliet Berto – 57 min - Témoignage
- 1995 : Jean Marais par Jean Marais, documentaire de Jean-Christophe Rosé avec Carole Weisweiller – 66 min – Portrait du comédien sur sa vie
- 1996 : Douglas Fairbanks : la marque de Fairbanks, documentaire de Christophe Champclaux - 26 min - Témoignage
- 1997 : Projection au Majestic, documentaire d’Yves Kovacs – 26 min – Retour sur les lieux du tournage de La Belle et la Bête, à Rochecorbon et Raray, avec les témoignages des principaux collaborateurs du film

### Posthumes
- 1999 : Luchino Visconti, la vie comme un roman, documentaire de Carlo Lizzani - 60 min - Témoignage
- 2001 : Jean Cocteau, cinéaste, documentaire de François Chayé - 52 min - Témoignage
- 2003 : Cocteau et compagnie, documentaire de Jean-Paul Fargier - 52 min - Témoignage
- 2006 : Jean Marais, le mal rouge et or, documentaire d’Armand Isnard – 52 min
- 2013 : Cocteau - Marais, un couple mythique, documentaire d’Yves Riou et Philippe Pouchain – 56 min
- 2020 : La Véritable Histoire de d'Artagnan, documentaire d'Augustin Viatte - 91 min
- 2021 : Fantômas démasqué , documentaire de Dimitri Kourtchine - 53 min - Témoignage

## Radio et télévision

### Émissions de radio
- 1947 : Les Enfants terribles[3], réalisation radiophonique de Maurice Cazeneuve, adaptation d'Agathe Mella d'après le roman éponyme de Jean Cocteau et diffusée le 23 mars 1947 – Paul avec Josette Day (Agathe), Silvia Monfort (Élisabeth)
- 1948 : Chéri de Colette, réalisation radiophonique d’Henri Vermeil et diffusée le 16 octobre 1948[4] ,[5]- Chéri avec Yvonne de Bray (Léa), Josette Day (Edmée), Claire Gérard (Poussier), Andrée Tainsy (la baronne de la Berche), Michèle Michel (Rose), Georges Spanelly (Desmond), Henri Vermeil (Masseau), Marcelle Géniat (mademoiselle Aldonza), Renée Corciade (Charlotte Peloux), Raymonde Fernel (la récitante)
- 1949 : Roméo et Juliette de William Shakespeare, adaptation libre de Jean Cocteau, réalisation radiophonique de Léon Ruth - Roméo avec Josette Day (Juliette), Julien Bertheau (frère Laurent), Louis Seigner (Capulet), Béatrice Bretty (la Nourrice), Jacqueline Morane (Dona Capulet), Jacques Dacqmine, Roger Bontemps, Daniel Lecourtois, Paul Cambo - 1re diffusion : 27 septembre 1949 sur la Chaîne Nationale[6]
- 1969 : Radioscopie de Jacques Chancel entretien radiophonique le 8 avril 1969 - 48 min[7],[8]
- 2021 : Jean Cocteau et Jean Marais, le couple terrible de l'Occupation réalisée par Pascal Deux (54 minutes) avec Christophe Odent (Jean Cocteau), Thibault Lacroix (Jean Marais), Richard Sammel (Arno Beker), Joachim Salinger (Alain Laubreaux)[9].

### Téléfilms
- 1969 : Renaud et Armide de Marcel Cravenne d'après la pièce de Jean Cocteau – Le roi Renaud
- 1971 : Robert Macaire (téléfilm, 1971) de Pierre Bureau d'après la pièce de Frédérick Lemaître et Maurice Alhoy – L'escroc Robert Macaire
- 1973 : Joseph Balsamo d'André Hunebelle – Joseph Balsamo, alias Cagliostro (dans les 7 épisodes)
- 1973 : Karatekas and Co feuilleton en 6 épisodes d'Edmond Tyborowski – L'Empereur, ancien agent diplomatique dans les épisodes suivants : La Couronne d'Attila, Le Club de l'eau plate, Mozart passe la mesure, La Nuit des parfaits, Deux millions de fusils, Quelque part en Méditerranée
- 1974 : La Voix humaine, de Jean Cocteau, mise en scène de Jean Marais, avec Madeleine Robinson[10]
- 1975 : Le Bel indifférent de Jean Cocteau, mise en scène Jean Marais : avec Victor Lanoux et Jacqueline Gauthier[11]
- 1977 : Vaincre à Olympie de Michel Subiela – Ménesthée

### Captations télévisuelles
- 1980 : Les Parents terribles réalisation TV pour FR3[12] d'Yves-André Hubert d'après la pièce de Jean Cocteau avec Anne Ludovik (Madeleine), France Delahalle (Léo), Jean Marais dans le rôle de Georges, le père de Michel - Théâtre Antoine
- 1982 : Cher menteur réalisation TV d'Alexandre Tarta d'après la pièce de Jérôme Kilty - Théâtre de l'Athénée le 22 février 1982
- 1983 : Du vent dans les branches de sassafras réalisation TV de Robert Valey d'après la pièce de René de Obaldia - Théâtre de la Madeleine
- 1984 : Cocteau-Marais spectacle de Jean Marais et Jean-Luc Tardieu d’après l’œuvre de Cocteau, réalisation TV de Jean-Marie Coldefy pour Antenne 2 France 1984, avec seul en scène Jean Marais